# فرودگاه کین آن
فرودگاه کین آن (به انگلیسی: Kien An Airport) (به زبان بومی: Cảng hàng không Kien An) یک فرودگاه نظامی با کد یاتا VDH است که یک باند فرود بتن دارد و طول باند آن ۲۴۰۰ متر است. این فرودگاه در کشور ویتنام قرار دارد و در ارتفاع ۱۵ متری از سطح دریا واقع شده است.